# Panicum capillarioides
Panicum capillarioides är en gräsart som beskrevs av George Vasey. Panicum capillarioides ingår i släktet vipphirser, och familjen gräs. Inga underarter finns listade i Catalogue of Life.